# Dominoeffekt
Dominoeffekten beskriver en effekt, der påvirker en anden effekt, som så påvirker den tredje osv.
Ordet kommer af spillet Domino, hvor brikkerne kan stilles på højkant i en række, så et lille skub til den første brik sætter en kædereaktion i gang.